# Cancioneiro
Cancioneiro é qualquer livro impresso ou manuscrito que contenha uma coletânea de canções, e por extensão, o registro sonoro destas canções. Dependendo da época em que a música foi composta, os cancioneiros podem ser divididos entre medievais, renascentistas e contemporâneos.

## Cancioneiros medievais
Só a partir do final do século XIII, as cantigas foram copiadas e colecionadas em manuscritos chamados "cancioneiros". Os cancioneiros da época são coletâneas de lirismo trovadoresco galaico-português (cantigas de amigo, cantigas de amor, cantigas de escárnio e de maldizer).
Três desses livros chegaram até os dias atuais:
- Cancioneiro da Vaticana

Foi copiado na Itália, no final do século XV, ou, início do século XVI, encontrando-se depositado na Biblioteca do Vaticano, onde deriva o nome pelo qual é conhecido. Entre as suas 1205 cantigas, há composições de todos os gêneros.
- Cancioneiro Colocci-Brancuti

Outrora chamado Cancioneiro da Biblioteca Nacional de Lisboa, foi copiado na Itália (de onde deriva o nome) no final do século XV, ou, início do século XVI, tendo sido adquirido em 1924 pelo Estado Português e depositado na Biblioteca Nacional de Lisboa. Entre as suas 1664 cantigas, há composições de todos os gêneros.
- Cancioneiro da Ajuda

Composto nos fins do século XIII, durante o reinado de Afonso III. Encontra-se na Biblioteca Nacional da Ajuda, em Lisboa. Das suas 310 cantigas, quase todas são de amor.

## Cancioneiros renascentistas
Atualmente também se conhecem outros cancioneiros portugueses manuscritos, com canções em estilo renascentista:
- Cancioneiro de Lisboa
- Cancioneiro de Elvas
- Cancioneiro de Belém
- Cancioneiro de Paris

Alguns destes manuscritos foram localizados somente há bem pouco tempo, em Portugal, e sua música ainda é pouco conhecida. Após o século XVI, com a invenção da imprensa, os cancioneiros manuscritos passaram a ser cada vez mais raros, dando lugar a cancioneiros impressos.

## Cancioneiros contemporâneos
Atualmente é mais comum utilizar-se o termo cancioneiro para compilações de músicas tradicionais típicas de um país ou região (Cancioneiro Trasmontano, Cancioneiro do Alto Douro, Cancioneiro Arandino etc.) ou para compilações temáticas (Cancioneiro Espírita, Cancioneiro Infantil etc.).